# Fusinus nodosoplicatus
Fusinus nodosoplicatus is een slakkensoort uit de familie van de Fasciolariidae. De wetenschappelijke naam van de soort is voor het eerst geldig gepubliceerd in 1867 door Dunker.